# Anne Gadegaard
Anne Mondrup Gadegaard Jensen (Århus, 7 novembre 1991) è una cantante danese.
Ha rappresentato la Danimarca al Junior Eurovision Song Contest 2003 con il brano Arabiens drøm.

## Biografia
Anne Gadegaard ha vinto MGP 2003, il processo di selezione per la ricerca del rappresentante danese per il Junior Eurovision Song Contest 2003, con la sua canzone Arabiens drøm. Al contest, che si è tenuto proprio a Copenaghen, si è piazzata 5ª su 16 partecipanti con 93 punti. È stata la più televotata in Spagna e Svezia. L'album di debutto omonimo è uscito a settembre 2003 e ha raggiunto il 4º posto in classifica in Danimarca.
L'anno successivo il suo secondo album Ini mini miny si è piazzato al 2º posto nella classifica danese e al 13º in quella norvegese; anche Chiki chiki, il terzo disco della cantante uscito nel 2005, ha ottenuto un buon riscontro commerciale con la sua 3ª posizione raggiunta in Danimarca. Nel 2006 è stata pubblicata la raccolta De første og største hits (10º posto in Danimarca e 29º in Norvegia) e, alla fine dell'anno, è uscito l'album natalizio Annes jul.
Nel 2013 la cantante ha fatto il suo ritorno con il singolo Bag skyerne, il suo primo ad entrare nella Track Top-40, al 10º posto. Due anni dopo ha partecipato a Dansk Melodi Grand Prix con il fine di rappresentare la Danimarca all'Eurovision Song Contest 2015 con il suo nuovo singolo Suitcase. Pur avendo vinto il televoto, non ha ricevuto abbastanza punti dalle giurie e si è piazzata seconda. Il brano ha debuttato alla 37ª posizione della Track Top-40.

## Discografia

### Album in studio
- 2003 – Arabiens drøm
- 2004 – Ini mini miny
- 2005 – Chiki chiki
- 2006 – Annes jul

### Raccolte
- 2006 – De første og største hits

### Singoli
- 2003 – Arabiens drøm
- 2005 – Chiki chiki
- 2005 – Kan du mærke beatet
- 2010 – Blah Blah
- 2013 – Bag skyerne
- 2015 – Suitcase